# Vicús (localidad)
Vicús es un pueblo peruano ubicado en el distrito de Chulucanas, perteneciente a la provincia de Morropón del departamento de Piura, al norte del Perú. 

## Ubicación
Vicús se ubica al noroeste de la provincia de Morropón, en el distrito de Chulucanas, en el departamento de Piura.

## Demografía
En 2017 Vicús tenía una población de 1912 habitantes.
| Gráfica de evolución demográfica de Vicús entre 1993 y 2017 |
|                                                             |
| Fuentes: Población 1993 y 2017                              |